# Aracitaba
Aracitaba is een gemeente in de Braziliaanse deelstaat Minas Gerais. De gemeente telt 1.885 inwoners (schatting 2009).

## Aangrenzende gemeenten
De gemeente grenst aan Oliveira Fortes, Paiva, Santos Dumont en Tabuleiro.